# Lista de personagens de Degrassi: The Next Generation
Degrassi: The Next Generation é uma série de televisão dramática adolescente canadense criada por Linda Schuyler e Yan Moore. A série agora é considerada a primeira encarnação e estreou na CTV em 14 de outubro de 2001 e terminou na MTV Canada e TeenNick em 2 de agosto de 2015. É a quarta série do universo ficcional Degrassi criado por Schuyler e Kit Hood em 1979. Como seus predecessores, Degrassi: The Next Generation segue um grupo de estudantes da Degrassi Community School, uma escola fictícia em Toronto, Ontário, e descreve alguns dos problemas e desafios típicos comuns à vida de um adolescente.
A seguir, uma lista de personagens que apareceram na série de televisão.

## Elenco e personagens
| Ator                    | Personagem              | Degrassi: The Next Generation | Degrassi: The Next Generation | Degrassi: The Next Generation | Degrassi: The Next Generation | Degrassi: The Next Generation | Degrassi: The Next Generation | Degrassi: The Next Generation | Degrassi: The Next Generation | Degrassi: The Next Generation | Degrassi     | Degrassi  | Degrassi  | Degrassi   | Degrassi     |
| Ator                    | Personagem              | 1                             | 2                             | 3                             | 4                             | 5                             | 6                             | 7                             | 8                             | 9                             | 10           | 11        | 12        | 13         | 14           |
| ----------------------- | ----------------------- | ----------------------------- | ----------------------------- | ----------------------------- | ----------------------------- | ----------------------------- | ----------------------------- | ----------------------------- | ----------------------------- | ----------------------------- | ------------ | --------- | --------- | ---------- | ------------ |
| Personagens principais  |                         |                               |                               |                               |                               |                               |                               |                               |                               |                               |              |           |           |            |              |
| Sarah Barrable-Tishauer | Liberty Van Zandt       | Principal                     | Principal                     | Principal                     | Principal                     | Principal                     | Principal                     | Principal                     | Principal                     | Participação                  |              |           |           |            |              |
| Lauren Collins          | Paige Michalchuk        | Principal                     | Principal                     | Principal                     | Principal                     | Principal                     | Principal                     | Principal                     | Principal                     |                               |              |           |           |            |              |
| Daniel Clark            | Sean Cameron            | Principal                     | Principal                     | Principal                     | Principal                     |                               | Principal                     | Participação                  |                               |                               |              |           |           |            |              |
| Ryan Cooley             | J.T. Yorke              | Principal                     | Principal                     | Principal                     | Principal                     | Principal                     | Principal                     |                               |                               |                               |              |           |           |            |              |
| Aubrey Graham           | Jimmy Brooks            | Principal                     | Principal                     | Principal                     | Principal                     | Principal                     | Principal                     | Principal                     | Participação                  |                               |              |           |           |            |              |
| Shane Kippel            | Spinner Mason           | Principal                     | Principal                     | Principal                     | Principal                     | Principal                     | Principal                     | Principal                     | Principal                     | Principal                     |              |           |           |            | Participação |
| Miriam McDonald         | Emma Nelson             | Principal                     | Principal                     | Principal                     | Principal                     | Principal                     | Principal                     | Principal                     | Principal                     | Principal                     |              |           |           |            |              |
| Cassie Steele           | Manny Santos            | Principal                     | Principal                     | Principal                     | Principal                     | Principal                     | Principal                     | Principal                     | Principal                     | Principal                     |              |           |           |            |              |
| Jake Goldsbie           | Toby Isaacs             | Principal                     | Principal                     | Principal                     | Principal                     | Principal                     | Recorrente                    | Recorrente                    | Participação                  |                               |              |           |           |            |              |
| Melissa McIntyre        | Ashley Kerwin           | Principal                     | Principal                     | Principal                     | Principal                     | Participação                  | Recorrente                    | Recorrente                    |                               |                               |              |           |           |            |              |
| Christina Schmidt       | Terri McGreggor         | Principal                     | Principal                     | Principal                     |                               |                               |                               |                               |                               |                               |              |           |           |            |              |
| Andrea Lewis            | Hazel Aden              | Recorrente                    | Recorrente                    | Principal                     | Principal                     | Principal                     |                               |                               |                               |                               |              |           |           |            |              |
| Stacey Farber           | Ellie Nash              | Participação                  | Recorrente                    | Principal                     | Principal                     | Principal                     | Principal                     | Principal                     | Principal                     |                               |              |           |           |            |              |
| Jake Epstein            | Craig Manning           |                               | Principal                     | Principal                     | Principal                     | Principal                     | Participação                  | Participação                  | Principal                     |                               |              |           |           |            |              |
| Adamo Ruggiero          | Marco Del Rossi         |                               | Recorrente                    | Principal                     | Principal                     | Principal                     | Principal                     | Principal                     | Principal                     | Participação                  |              |           |           |            |              |
| Deanna Casaluce         | Alex Nunez              |                               |                               | Recorrente                    | Recorrente                    | Principal                     | Principal                     | Participação                  |                               |                               |              |           |           |            |              |
| Mike Lobel              | Jay Hogart              |                               |                               | Recorrente                    | Recorrente                    | Principal                     | Principal                     | Principal                     | Principal                     | Principal                     |              |           |           |            |              |
| Shenae Grimes           | Darcy Edwards           |                               |                               |                               | Recorrente                    | Recorrente                    | Principal                     | Principal                     | Participação                  |                               |              |           |           |            |              |
| Dalmar Abuzeid          | Danny Van Zandt         |                               |                               |                               | Recorrente                    | Recorrente                    | Recorrente                    | Principal                     | Principal                     | Principal                     |              |           |           |            |              |
| Jajube Mandiela         | Chantay Black           |                               |                               |                               | Participação                  | Participação                  | Recorrente                    | Participação                  | Principal                     | Principal                     | Principal    | Principal |           |            |              |
| Jamie Johnston          | Peter Stone             |                               |                               |                               |                               | Principal                     | Principal                     | Principal                     | Principal                     | Principal                     | Principal    |           |           |            |              |
| Marc Donato             | Derek Haig              |                               |                               |                               |                               | Recorrente                    | Recorrente                    | Principal                     | Principal                     |                               |              |           |           |            |              |
| Aislinn Paul            | Clare Edwards           |                               |                               |                               |                               |                               | Recorrente                    | Recorrente                    | Principal                     | Principal                     | Principal    | Principal | Principal | Principal  | Principal    |
| Nina Dobrev             | Mia Jones               |                               |                               |                               |                               |                               | Recorrente                    | Principal                     | Principal                     | Participação                  |              |           |           |            |              |
| Mazin Elsadig           | Damian Hayes            |                               |                               |                               |                               |                               | Participação                  | Principal                     |                               |                               |              |           |           |            |              |
| Samantha Munro          | Anya MacPherson         |                               |                               |                               |                               |                               | Participação                  | Recorrente                    | Principal                     | Principal                     | Principal    | Principal |           |            |              |
| Scott Paterson          | Johnny DiMarco          |                               |                               |                               |                               |                               | Participação                  | Recorrente                    | Principal                     | Principal                     | Participação |           |           |            |              |
| Charlotte Arnold        | Holly J. Sinclair       |                               |                               |                               |                               |                               |                               | Principal                     | Principal                     | Principal                     | Principal    | Principal |           |            |              |
| Paula Brancati          | Jane Vaughn             |                               |                               |                               |                               |                               |                               | Principal                     | Principal                     | Principal                     |              |           |           |            |              |
| Raymond Ablack          | Savtaj "Sav" Bhandari   |                               |                               |                               |                               |                               |                               | Recorrente                    | Principal                     | Principal                     | Principal    | Principal |           |            |              |
| Natty Zavitz            | Bruce the Moose         |                               |                               |                               |                               |                               |                               | Recorrente                    | Principal                     | Principal                     |              |           |           |            |              |
| Sam Earle               | K.C. Guthrie            |                               |                               |                               |                               |                               |                               |                               | Principal                     | Principal                     | Principal    | Principal | Principal |            |              |
| A.J. Saudin             | Connor Deslauriers      |                               |                               |                               |                               |                               |                               |                               | Principal                     | Principal                     | Principal    | Principal | Principal | Principal  | Principal    |
| Melinda Shankar         | Alli Bhandari           |                               |                               |                               |                               |                               |                               |                               | Principal                     | Principal                     | Principal    | Principal | Principal | Principal  | Principal    |
| Judy Jiao               | Leia Chang              |                               |                               |                               |                               |                               |                               |                               | Principal                     | Principal                     | Principal    |           |           |            |              |
| Jordan Hudyma           | Blue Chessex            |                               |                               |                               |                               |                               |                               |                               | Principal                     | Principal                     |              |           |           |            |              |
| Argiris Karras          | Riley Stavros           |                               |                               |                               |                               |                               |                               |                               | Principal                     | Principal                     | Principal    | Principal |           |            |              |
| Evan Williams           | Kelly Ashoona           |                               |                               |                               |                               |                               |                               |                               | Principal                     | Participação                  |              |           |           |            |              |
| Jessica Tyler           | Jenna Middleton         |                               |                               |                               |                               |                               |                               |                               |                               | Principal                     | Principal    | Principal | Principal | Principal  | Principal    |
| Annie Clark             | Fiona Coyne             |                               |                               |                               |                               |                               |                               |                               |                               | Principal                     | Principal    | Principal | Principal |            |              |
| Jahmil French           | Dave Turner             |                               |                               |                               |                               |                               |                               |                               |                               | Principal                     | Principal    | Principal | Principal | Principal  |              |
| Landon Liboiron         | Declan Coyne            |                               |                               |                               |                               |                               |                               |                               |                               | Principal                     | Principal    |           |           |            |              |
| Spencer Van Wyck        | Wesley Betenkamp        |                               |                               |                               |                               |                               |                               |                               |                               | Participação                  | Principal    | Principal |           |            |              |
| Shannon Kook-Chun       | Zane Park               |                               |                               |                               |                               |                               |                               |                               |                               | Participação                  | Principal    | Principal |           |            |              |
| Jacob Neayem            | Mo Mashkour             |                               |                               |                               |                               |                               |                               |                               |                               | Participação                  |              | Principal | Principal |            |              |
| Luke Bilyk              | Drew Torres             |                               |                               |                               |                               |                               |                               |                               |                               |                               | Principal    | Principal | Principal | Principal  | Principal    |
| Munro Chambers          | Eli Goldsworthy         |                               |                               |                               |                               |                               |                               |                               |                               |                               | Principal    | Principal | Principal | Principal  | Principal    |
| Alicia Josipovic        | Bianca DeSousa          |                               |                               |                               |                               |                               |                               |                               |                               |                               | Principal    | Principal | Principal | Principal  |              |
| Jordan Todosey          | Adam Torres             |                               |                               |                               |                               |                               |                               |                               |                               |                               | Principal    | Principal | Principal | Principal  |              |
| Daniel Kelly            | Owen Milligan           |                               |                               |                               |                               |                               |                               |                               |                               |                               | Principal    | Principal | Principal |            |              |
| Shanice Banton          | Marisol Lewis           |                               |                               |                               |                               |                               |                               |                               |                               |                               | Recorrente   | Principal | Principal |            |              |
| Cristine Prosperi       | Imogen Moreno           |                               |                               |                               |                               |                               |                               |                               |                               |                               |              | Principal | Principal | Principal  | Principal    |
| Ricardo Hoyos           | Zig Novak               |                               |                               |                               |                               |                               |                               |                               |                               |                               |              | Principal | Principal | Principal  | Principal    |
| Lyle Lettau             | Tristan Milligan        |                               |                               |                               |                               |                               |                               |                               |                               |                               |              | Principal | Principal | Principal  | Principal    |
| Olivia Scriven          | Maya Matlin             |                               |                               |                               |                               |                               |                               |                               |                               |                               |              | Principal | Principal | Principal  | Principal    |
| Chloe Rose              | Katie Matlin            |                               |                               |                               |                               |                               |                               |                               |                               |                               |              | Principal | Principal | Principal  |              |
| Justin Kelly            | Jake Martin             |                               |                               |                               |                               |                               |                               |                               |                               |                               |              | Principal | Principal |            |              |
| Alex Steele             | Tori Santamaria         |                               |                               |                               |                               |                               |                               |                               |                               |                               |              | Principal | Principal |            |              |
| Craig Arnold            | Luke Baker              |                               |                               |                               |                               |                               |                               |                               |                               |                               |              |           | Principal | Principal  | Principal    |
| Sarah Fisher            | Becky Baker             |                               |                               |                               |                               |                               |                               |                               |                               |                               |              |           | Principal | Principal  | Principal    |
| Demetrius Joyette       | Mike Dallas             |                               |                               |                               |                               |                               |                               |                               |                               |                               |              |           | Principal | Principal  | Principal    |
| Dylan Everett           | Campbell Saunders       |                               |                               |                               |                               |                               |                               |                               |                               |                               |              |           | Principal |            |              |
| Ana Golja               | Zoë Rivas               |                               |                               |                               |                               |                               |                               |                               |                               |                               |              |           |           | Principal  | Principal    |
| Andre Kim               | Winston Chu             |                               |                               |                               |                               |                               |                               |                               |                               |                               |              |           |           | Principal  | Principal    |
| Eric Osborne            | Miles Hollingsworth III |                               |                               |                               |                               |                               |                               |                               |                               |                               |              |           |           | Principal  | Principal    |
| Sara Waisglass          | Frankie Hollingsworth   |                               |                               |                               |                               |                               |                               |                               |                               |                               |              |           |           | Principal  | Principal    |
| Niamh Wilson            | Jack Jones              |                               |                               |                               |                               |                               |                               |                               |                               |                               |              |           |           | Principal  | Principal    |
| Nikki Gould             | Grace Cardinal          |                               |                               |                               |                               |                               |                               |                               |                               |                               |              |           |           | Recorrente | Principal    |
| Spencer MacPherson      | Hunter Hollingsworth    |                               |                               |                               |                               |                               |                               |                               |                               |                               |              |           |           | Recorrente | Principal    |
| Richard Walters         | Tiny Bell               |                               |                               |                               |                               |                               |                               |                               |                               |                               |              |           |           | Recorrente | Principal    |
| Amanda Arcuri           | Lola Pacini             |                               |                               |                               |                               |                               |                               |                               |                               |                               |              |           |           |            | Principal    |
| Reiya Downs             | Shay Powers             |                               |                               |                               |                               |                               |                               |                               |                               |                               |              |           |           |            | Principal    |
| Ehren Kassam            | Jonah Haak              |                               |                               |                               |                               |                               |                               |                               |                               |                               |              |           |           |            | Principal    |
| Adultos                 |                         |                               |                               |                               |                               |                               |                               |                               |                               |                               |              |           |           |            |              |
| Stefan Brogren          | Archie Simpson          | Principal                     | Principal                     | Principal                     | Principal                     | Principal                     | Principal                     | Principal                     | Principal                     | Principal                     | Principal    | Principal | Principal | Principal  | Principal    |
| Dan Woods               | Daniel Raditch          | Principal                     | Principal                     | Principal                     | Principal                     |                               |                               |                               |                               |                               |              |           |           |            |              |
| Amanda Stepto           | Christine Nelson        | Recorrente                    | Recorrente                    | Principal                     | Principal                     | Principal                     | Principal                     | Principal                     | Participação                  | Participação                  |              |           |           |            |              |
| Pat Mastroianni         | Joey Jeremiah           | Participação                  | Principal                     | Principal                     | Principal                     | Principal                     |                               |                               |                               |                               |              |           |           |            |              |
| Stacie Mistysyn         | Caitlin Ryan            | Participação                  | Recorrente                    | Principal                     | Principal                     | Principal                     |                               | Participação                  |                               |                               |              |           |           |            |              |
| Melissa DiMarco         | Daphne Hatzilakos       |                               | Recorrente                    | Recorrente                    | Recorrente                    | Principal                     | Principal                     | Principal                     | Participação                  | Recorrente                    |              |           |           |            |              |
| Cory Lee                | Winnie Oh               |                               |                               |                               |                               |                               |                               |                               |                               |                               | Principal    | Principal | Principal | Principal  |              |

## Personagens principais
Os seguintes atores receberam o faturamento e apareceram nos créditos de abertura de Degrassi: The Next Generation.
- Um regular é um ator que apareceu nos créditos de abertura do programa em qualquer temporada. Na 6ª temporada, três atores foram creditados apenas pelos episódios em que apareceram, e nas temporadas 13-14, todos os atores são creditados apenas pelos episódios em que aparecem.
- Um personagem recorrente é um ator que aparece nos créditos de abertura, mas aparece em vários episódios de qualquer temporada em particular.
- Uma aparição como convidado significa que o ator não aparece nos créditos de abertura, mas aparece em não mais do que dois episódios de qualquer temporada em particular.

### Estudantes
| Nome do personagem | Retratado por                              | Temporadas                                         |
| --- | ------------------------------------------ | -------------------------------------------------- |
| |                                            |                                                    |
| Adam Torres | Jordan Todosey                             | 10–13 (regular)                                    |
| - Adam apareceu em 78 episódios. |                                            |                                                    |
| |                                            |                                                    |
| Alexandra "Alex" Nuñez | Deanna Casaluce                            | 3–4 (recorrente); 5–6 (regular); 7 (convidado)     |
| - Alex apareceu em 41 episódios. |                                            |                                                    |
| |                                            |                                                    |
| Allia "Alli" Bhandari | Melinda Shankar                            | 8–14 (regular)                                     |
| - Alli apareceu em 162 episódios. |                                            |                                                    |
| |                                            |                                                    |
| Anya MacPherson | Samantha Munro                             | 6 (convidado); 7 (recorrente); 8–11 (regular)      |
| - Anya apareceu em 82 episódios. |                                            |                                                    |
| |                                            |                                                    |
| Ashley Kerwin | Melissa McIntyre                           | 1–4 (regular); 5 (convidado); 6–7 (recorrente)     |
| - Ashley apareceu em 71 episódios. |                                            |                                                    |
| |                                            |                                                    |
| |                                            |                                                    |
| Rebecca "Becky" Baker | Sarah Fisher                               | 12–14 (regular)                                    |
| - Becky apareceu em 59 episódios, incluindo apenas aparições de voz. |                                            |                                                    |
| |                                            |                                                    |
| Bianca DeSousa | Alicia Josipovic                           | 10–13 (regular)                                    |
| - Bianca apareceu em 65 episódios, incluindo aparições apenas de voz. |                                            |                                                    |
| |                                            |                                                    |
| Bradley "Blue" Chessex | Jordan Hudyma                              | 8–9 (regular)                                      |
| - Blue apareceu em 11 episódios. |                                            |                                                    |
| |                                            |                                                    |
| Bruce the Moose | Natty Zavitz                               | 7 (recorrente); 8–9 (regular)                      |
| - Bruce apareceu em 25 episódios. |                                            |                                                    |
| |                                            |                                                    |
| Campbell "Cam" Saunders | Dylan Everett                              | 12 (regular)                                       |
| - Campbell apareceu em 20 episódios. |                                            |                                                    |
| |                                            |                                                    |
| Chantay Black | Jajube Mandiela                            | 4–5, 7 (convidado); 6 (recorrente); 8–11 (regular) |
| - Chantay apareceu em 64 episódios. |                                            |                                                    |
| |                                            |                                                    |
| Clare Edwards | Aislinn Paul                               | 6–7 (convidado); 8–14 (regular)                    |
| - Clare apareceu em 181 episódios. |                                            |                                                    |
| |                                            |                                                    |
| Connor Deslauriers | A.J. Saudin                                | 8–14 (regular)                                     |
| - Connor apareceu em 106 episódios, incluindo aparições apenas com voz. |                                            |                                                    |
| |                                            |                                                    |
| Craig Manning | Jake Epstein                               | 2–5 (regular); 6–8 (convidado)                     |
| - Craig apareceu em 69 episódios. - Craig reapareceu em um episódio de Degrassi: Next Class 'segunda temporada durante um evento de ex-alunos em Degrassi e mais uma vez durante a 4ª temporada.                                                                                       |                                            |                                                    |
| |                                            |                                                    |
| Mike Dallas | Demetrius Joyette                          | 12–14 (regular)                                    |
| - Dallas apareceu em 73 episódios. |                                            |                                                    |
| |                                            |                                                    |
| Damian Hayes | Mazin Elsadig                              | 6 (convidado); 7 (regular)                         |
| - Damian apareceu em 9 episódios. |                                            |                                                    |
| |                                            |                                                    |
| Daniel "Danny" Van Zandt | Dalmar Abuzeid                             | 4–6 (recorrente); 7–9 (regular)                    |
| - Danny apareceu em 71 episódios. |                                            |                                                    |
| |                                            |                                                    |
| Darcy Edwards | Shenae Grimes                              | 4–5 (recorrente); 6–7 (regular); 8 (convidado)     |
| - Darcy apareceu em 40 episódios. |                                            |                                                    |
| |                                            |                                                    |
| David "Dave" Turner | Jahmil French                              | 9–13 (regular)                                     |
| - Dave apareceu em 94 episódios, incluindo aparições apenas de voz. |                                            |                                                    |
| |                                            |                                                    |
| Declan Coyne | Landon Liboiron                            | 9–10 (regular)                                     |
| - Declan apareceu em 26 episódios. |                                            |                                                    |
| |                                            |                                                    |
| Derek Haig | Marc Donato                                | 5–6 (recorrente); 7–8 (regular)                    |
| - Derek apareceu em 35 episódios. |                                            |                                                    |
| |                                            |                                                    |
| Andrew "Drew" Torres | Luke Bilyk                                 | 10–14 (regular)                                    |
| - Drew apareceu em 136 episódios. |                                            |                                                    |
| |                                            |                                                    |
| Elijah "Eli" Goldsworthy | Munro Chambers                             | 10–14 (regular)                                    |
| - Eli apareceu em 113 episódios. |                                            |                                                    |
| |                                            |                                                    |
| Eleanor "Ellie" Nash | Stacey Farber                              | 2 (recorrente); 3–7 (regular); 8 (convidado)       |
| - Ellie apareceu em 73 episódios. |                                            |                                                    |
| |                                            |                                                    |
| Emma Nelson | Miriam McDonald                            | 1–9 (regular)                                      |
| - Emma apareceu em 138 episódios. - Emma reapareceu em um episódio de Degrassi: Next Class 'segunda temporada durante um evento de ex-alunos em Degrassi. |                                            |                                                    |
| |                                            |                                                    |
| Fiona Coyne | Annie Clark                                | 9–12 (regular)                                     |
| - Fiona apareceu em 96 episódios. |                                            |                                                    |
| |                                            |                                                    |
| Francesca "Frankie" Hollingsworth | Sara Waisglass                             | 13–14 (regular)                                    |
| - Frankie apareceu em 44 episódios. |                                            |                                                    |
| |                                            |                                                    |
| Grace Cardinal | Nikki Gould                                | 13–14 (regular)                                    |
| - Grace apareceu em 36 episódios. |                                            |                                                    |
| |                                            |                                                    |
| Hazel Aden | Andrea Lewis                               | 1–2 (recorrente); 3–5 (regular)                    |
| - Hazel apareceu em 58 episódios. |                                            |                                                    |
| |                                            |                                                    |
| Holly Jeanette "Holly J." Sinclair | Charlotte Arnold                           | 7–11 (regular); 11 (convidado)                     |
| - Holly J. apareceu em 100 episódios. - Holly J. reapareceu em um episódio de Degrassi: Next Class 'segunda temporada durante um evento de ex-alunos em Degrassi. |                                            |                                                    |
| |                                            |                                                    |
| Hunter Hollingsworth | Spencer MacPherson                         | 13 (recorrente); 14 (regular)                      |
| - Hunter apareceu em 22 episódios. |                                            |                                                    |
| |                                            |                                                    |
| Imogen Moreno | Cristine Prosperi                          | 11–14 (regular)                                    |
| - Imogen apareceu em 95 episódios. |                                            |                                                    |
| |                                            |                                                    |
| Jacqueline "Jack" Jones | Niamh Wilson                               | 13 (convidado); 13-14 (regular)                    |
| - Jack apareceu em 23 episódios. |                                            |                                                    |
| |                                            |                                                    |
| Jacob "Jake" Martin | Justin Kelly                               | 11–12 (regular)                                    |
| - Jake apareceu em 50 episódios. |                                            |                                                    |
| |                                            |                                                    |
| James Tiberius "J.T." Yorke | Ryan Cooley                                | 1–6 (regular)                                      |
| - J.T. apareceu em 83 episódios. |                                            |                                                    |
| |                                            |                                                    |
| Anastasia "Jane Vaughn" Valieri | Paula Brancati                             | 7–9 (regular)                                      |
| - Jane apareceu em 34 episódios. |                                            |                                                    |
| |                                            |                                                    |
| Jason "Jay" Hogart | Mike Lobel                                 | 3–4 (recorrente); 5–7 (regular); 8–9 (convidado)   |
| - Jay apareceu em 57 episódios. |                                            |                                                    |
| |                                            |                                                    |
| Jenna Middleton | Jessica Tyler                              | 9–14 (regular)                                     |
| - Jenna apareceu em 118 episódios. |                                            |                                                    |
| |                                            |                                                    |
| James "Jimmy" Brooks | Aubrey Drake Graham                        | 1–7 (regular); 8 (convidado)                       |
| - Jimmy apareceu em 100 episódios. |                                            |                                                    |
| |                                            |                                                    |
| John George "Johnny" DiMarco | Scott Paterson                             | 7 (recorrente); 8–9 (regular); 6, 10 (convidado)   |
| - Johnny apareceu em 32 episódios. |                                            |                                                    |
| |                                            |                                                    |
| Jonah Haak | Ehren Kassam                               | 14 (regular)                                       |
| - Jonah apareceu em 7 episódios. |                                            |                                                    |
| |                                            |                                                    |
| Katie Matlin | Chloe Rose                                 | 11–13 (regular)                                    |
| - Katie apareceu em 55 episódios. - Katie reapareceu nos dois últimos episódios da terceira temporada de Degrassi: Next Class e uma vez na quarta temporada. |                                            |                                                    |
| |                                            |                                                    |
| Kirk Cameron "K.C." Guthrie | Sam Earle                                  | 8-12 (regular)                                     |
| - K.C. apareceu em 71 episódios. |                                            |                                                    |
| |                                            |                                                    |
| Kelly Ashoona | Evan Williams                              | 8 (regular); 9 (convidado)                         |
| - Kelly apareceu em 11 episódios. |                                            |                                                    |
| |                                            |                                                    |
| Leia Chang | Judy Jiao                                  | 8–10 (regular)                                     |
| - Leia apareceu em 17 episódios. |                                            |                                                    |
| |                                            |                                                    |
| Liberty Van Zandt | Sarah Barrable-Tishauer                    | 1–8 (regular); 9 (convidado)                       |
| - Liberty apareceu em 102 episódios. - Liberty reapareceu em um episódio de Degrassi: Next Class 'segunda temporada durante um evento de ex-alunos em Degrassi. |                                            |                                                    |
| |                                            |                                                    |
| Lola Pacini | Amanda Arcuri                              | 14 (regular)                                       |
| - Lola apareceu em 20 episódios. |                                            |                                                    |
| |                                            |                                                    |
| Luke Baker | Craig Arnold                               | 12–14 (regular)                                    |
| - Luke apareceu em 28 episódios. |                                            |                                                    |
| |                                            |                                                    |
| Manuela "Manny" Santos | Cassie Steele                              | 1–9 (regular)                                      |
| - Manny apareceu em 128 episódios. |                                            |                                                    |
| |                                            |                                                    |
| Marco Del Rossi | Adamo Ruggiero                             | 2 (recorrente); 3–7 (regular); 8-9 (convidado)     |
| - Marco apareceu em 81 episódios. - Marco reapareceu em um episódio de Degrassi: Next Class 'segunda temporada durante um evento de ex-alunos em Degrassi. |                                            |                                                    |
| |                                            |                                                    |
| Marisol Lewis | Shanice Banton                             | 10 (recorrente); 11–12 (regular)                   |
| - Marisol apareceu em 59 episódios, incluindo aparições apenas de voz. |                                            |                                                    |
| |                                            |                                                    |
| Maya Matlin | Olivia Scriven                             | 11–14 (regular)                                    |
| - Maya apareceu em 102 episódios. |                                            |                                                    |
| |                                            |                                                    |
| Mia Jones | Nina Dobrev                                | 6 (recorrente); 7–8 (regular); 9 (convidado)       |
| - Mia apareceu em 35 episódios. |                                            |                                                    |
| |                                            |                                                    |
| Miles Hollingsworth III | Eric Osborne                               | 13–14 (regular)                                    |
| - Miles apareceu em 53 episódios. |                                            |                                                    |
| |                                            |                                                    |
| Mohammed "Mo" Mashkour | Jacob Neayem                               | 9 (convidado); 11 (recorrente); 11–12 (regular)    |
| - Aparição não creditada pelo ator na 9ª temporada. - Mo apareceu em 37 episódios. - Mo reapareceu em um episódio de Degrassi: Next Class 'segunda temporada durante um evento de ex-alunos em Degrassi.                                                                               |                                            |                                                    |
| |                                            |                                                    |
| Owen Milligan | Daniel Kelly                               | 10 (recorrente); 10–12 (regular)                   |
| - Owen apareceu em 40 episódios. |                                            |                                                    |
| |                                            |                                                    |
| Paige Michalchuk | Lauren Collins                             | 1–7 (regular); 8 (convidado)                       |
| - Paige apareceu em 100 episódios. - Paige reapareceu em um episódio de Degrassi: Next Class segunda temporada durante um evento de ex-alunos em Degrassi. |                                            |                                                    |
| |                                            |                                                    |
| Peter Stone | Jamie Johnston                             | 5–10 (regular)                                     |
| - Peter apareceu em 70 episódios. - Peter reapareceu em 4 episódios durante a segunda temporada de Degrassi: Next Class. |                                            |                                                    |
| |                                            |                                                    |
| Riley Stavros | Argiris Karras                             | 8–11 (regular)                                     |
| - Riley apareceu em 35 episódios. |                                            |                                                    |
| |                                            |                                                    |
| Savtaj "Sav" Bhandari | Raymond Ablack                             | 7 (recorrente); 8–11 (regular)                     |
| - Sav apareceu em 91 episódios. - Sav reapareceu em 2 episódios durante a segunda temporada de Degrassi: Next Class. |                                            |                                                    |
| |                                            |                                                    |
| Sean Cameron | Daniel Clark                               | 1–4, 6 (regular); 7 (convidado)                    |
| - Sean apareceu em 63 episódios. |                                            |                                                    |
| |                                            |                                                    |
| Shay Powers | Reiya Downs                                | 14 (regular)                                       |
| - Shay apareceu em 18 episódios. |                                            |                                                    |
| |                                            |                                                    |
| Gavin "Spinner" Mason | Shane Kippel                               | 1–9 (regular); 14 (convidado)                      |
| - Spinner apareceu em 139 episódios. - Spinner reapareceu em 2 episódios durante a 2ª temporada de Degrassi: Next Class. |                                            |                                                    |
| |                                            |                                                    |
| Theresa "Terri" McGreggor | Christina Schmidt                          | 1–3 (regular)                                      |
| - Terri apareceu em 34 episódios. |                                            |                                                    |
| |                                            |                                                    |
| Deon "Tiny" Bell | Richard Walters                            | 13 (recorrente); 14 (regular)                      |
| - Tiny apareceu em 22 episódios. |                                            |                                                    |
| |                                            |                                                    |
| Tobias "Toby" Isaacs | Jake Goldsbie                              | 1–5 (regular); 6–7 (recorrente); 8 (convidado)     |
| - Toby apareceu em 88 episódios. |                                            |                                                    |
| |                                            |                                                    |
| Tori Santamaria | Alex Steele                                | 11–12 (regular)                                    |
| - Tori apareceu em 36 episódios. - Steele anteriormente retratou Angie Jeremiah, meia-irmã de Craig e filha de Joey, durante as primeiras cinco temporadas. Como Tori, Angie se mudou com sua família. - A irmã mais velha de Alex, Cassie Steele, interpretou Manuela "Manny" Santos. |                                            |                                                    |
| |                                            |                                                    |
| Tristan Milligan | Lyle Lettau (anteriormente Lyle O'Donohoe) | 11 (convidado); 11–14 (regular)                    |
| - Tristan apareceu em 86 episódios. |                                            |                                                    |
| |                                            |                                                    |
| Wesley Betenkamp | Spencer Van Wyck                           | 9 (convidado); 10–11 (regular)                     |
| - Wesley apareceu em 37 episódios. |                                            |                                                    |
| |                                            |                                                    |
| Winston "Chewy" Chu | Andre Kim                                  | 13–14 (regular)                                    |
| - Winston apareceu em 51 episódios. |                                            |                                                    |
| |                                            |                                                    |
| Zane Park | Shannon Kook-Chun                          | 9 (convidado); 10 (recorrente); 10–11 (regular)    |
| - Zane apareceu em 19 episódios. |                                            |                                                    |
| |                                            |                                                    |
| Zigmund "Zig" Novak | Ricardo Hoyos                              | 11–14 (regular)                                    |
| - Zig apareceu em 70 episódios. |                                            |                                                    |
| |                                            |                                                    |
| Zoë Rivas | Ana Golja                                  | 13–14 (regular)                                    |
| - Zoë apareceu em 55 episódios. |                                            |                                                    |
| |                                            |                                                    |

### Adultos
| Nome do personagem | Retratado por   | Temporadas                                        |
| --- | --------------- | ------------------------------------------------- |
| Archibald "Archie" "Snake" Simpson | Stefan Brogren  | 1–14 (regular)                                    |
| - Foi creditado em todas as temporadas da franquia Degrassi, exceto The Kids of DeGrassi Street. - Snake apareceu em 189 episódios, incluindo aparições apenas de voz. - Ele foi o primeiro a dizer "foda" na televisão canadense, no telefilme de Degrassi, de 1992, School's Out.                                                                    |                 |                                                   |
| |                 |                                                   |
| Caitlin Ryan | Stacie Mistysyn | 1, 7 (convidado); 2 (recorrente); 3–5 (regular)   |
| - Caitlin apareceu em 24 episódios. |                 |                                                   |
| |                 |                                                   |
| Daniel "Dan" Raditch | Dan Woods       | 1–4 (regular)                                     |
| - Dan has appeared in 50 episodes including voice only appearances. - Dan apareceu em 50 episódios, incluindo aparições apenas de voz. - Ele e o Dr. Sally são os únicos dois personagens adultos Degrassi Junior High e/ou Degrassi High a aparecer em Degrassi: The Next Generation (a mãe de Joey é um personagem invisível em "Drive") em "Drive") |                 |                                                   |
| |                 |                                                   |
| Daphne Hatzilakos | Melissa DiMarco | 2–4, 9 (recorrente); 5–7 (regular); 8 (convidado) |
| - Daphne apareceu em 68 episódios, incluindo aparições apenas de voz. |                 |                                                   |
| |                 |                                                   |
| Joseph "Joey" Jeremiah | Pat Mastroianni | 1 (convidado); 2–5 (regular)                      |
| - Joey apareceu em 35 episódios. |                 |                                                   |
| |                 |                                                   |
| Christine "Spike" Nelson | Amanda Stepto   | 1–2 (recorrente); 3–7 (regular); 8–9 (convidado)  |
| - Christine apareceu em 51 episódios. |                 |                                                   |
| |                 |                                                   |
| Winnie Oh | Cory Lee        | 10-13 (regular)                                   |
| - Winnie apareceu em 49 episódios. |                 |                                                   |
| |                 |                                                   |